# Молитовник

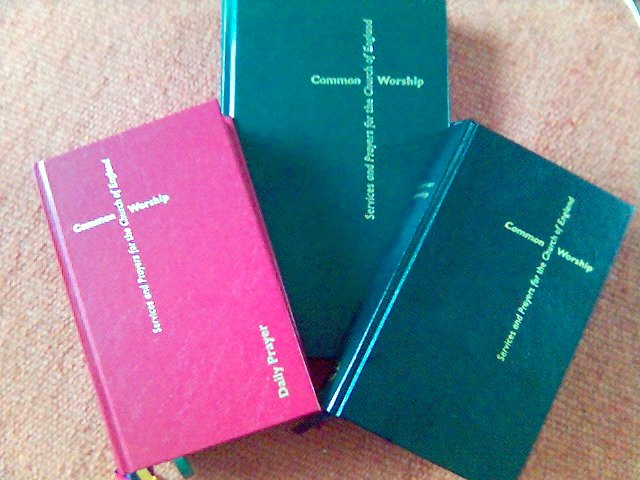
Англіканські молитовники

Молито́вник, молитвослов — книга, в сучасних умовах, нерідко малого або кишенькового формату, в якій викладені основні молитви, до яких звертається вірянин. Релігія останнього при цьому може бути теоретично будь-якою, хоча найбільше поширення молитовники отримали серед адептів конфесій, що складають сучасне християнство. Крім того, молитовники відомі та поширені у сповідників юдаїзму.
Також у слова «молитовник» є інше, застаріле значення — вірянин будь-якої релігії, який ретельно молиться.

## Історія
У XV—XVIII століттях молитовники були дуже популярною літературою на території України, поряд з богословськими і літургійними творами, і становили близько 40%. Перший молитовник українською мовою був складений католицьким священником Олександром Стефановичем, хоч автором першого молитовника українською мовою зазначається також Олександр Духнович.

## Наукова оцінка
Фахівцем у сфері молитовної національної творчості наразі вважається, професор, доктор філологічних наук, завідувач кафедри української філології Чорноморського державного університету Ірина Даниленко.

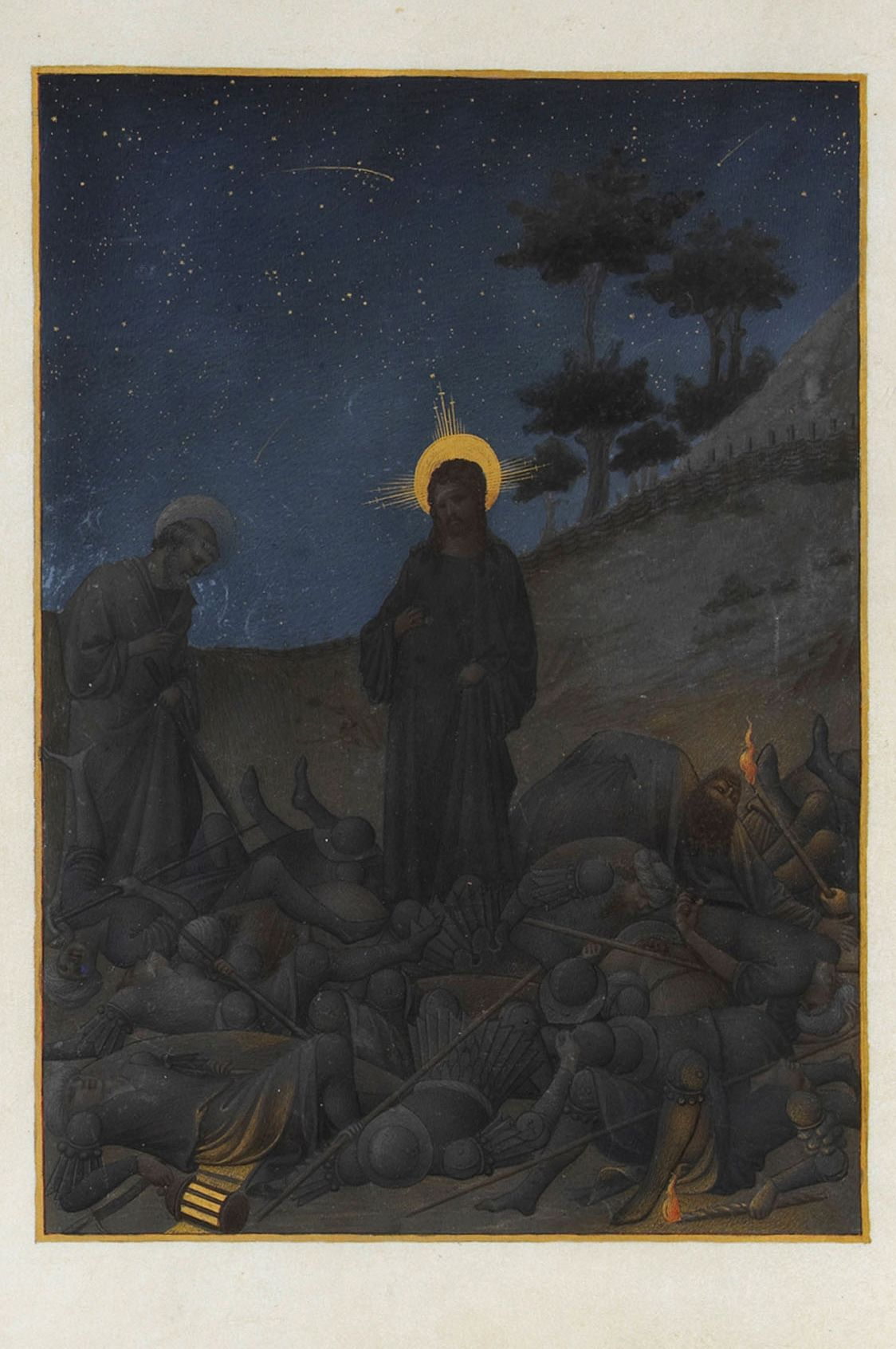
Взяття Христа під варту: «Ego sum» (fol. 142v). Вночі Христа супроводжує святий Петро, солдати, які прийшли за ним, опинилися злякані біля його ніг

## Дивись також
- Часослов, Бревіарій
- Римський місса́л, або просто місса́л (лат. Missale) — у римо-католицькій церкві богослужбова книга, яка містить тексти меси з супутніми текстами: статутними рубриками, змінними частинами, календарем тощо
- Сідур — юдейська молитовна книга порядкового богослужіння, складається з літургійних текстів, благословінь та псалмів.
- Молитовник Гертруди — молитовник дружини київського князя Ізяслава Ярославовича
- Розкішний часослов герцога Беррійського — один з найвідоміших ілюмінованих рукописів XV століття
- Менологій Василія II (місяцеслов, синаксаріон) — ілюмінований рукопис, створений близько 1000 року для візантійського імператора Василія II (976–1025).